# Onthophagus dicax
Onthophagus dicax är en skalbaggsart som beskrevs av Vladimir Balthasar 1966. Onthophagus dicax ingår i släktet Onthophagus och familjen bladhorningar. Inga underarter finns listade i Catalogue of Life.